# 飯島正勝
飯島 正勝（いいじま まさかつ、1954年 - ）は、日本の男性アニメーター、アニメーション演出家、アニメーション監督。

## 参加作品

### テレビアニメ
- 氷河戦士ガイスラッガー（1977年、動画）
- 無敵超人ザンボット3（1977年、原画）
- 無敵鋼人ダイターン3（1978年、原画）
- 宇宙戦艦ヤマト2（1978年、原画）
- 機動戦士ガンダム（1979年、原画）
- くじらのホセフィーナ（1979年、原画）
- 太陽の使者 鉄人28号（1980年 - 1981年、原画）
- ルパン三世 PARTIII（1984年 - 1985年、演出・原画）[1]
- 緊急発進セイバーキッズ（1991年、絵コンテ・演出）[2]
- 満ちてくる時のむこうに（1991年、演出）
- 横山光輝 三国志（1991年 - 1992年、絵コンテ・演出）
- 超電動ロボ 鉄人28号FX（1992年 - 1993年、絵コンテ・演出）
- カリメロ（1993年、絵コンテ）
- とっても!ラッキーマン（1994年 - 1995年、絵コンテ・演出・原画）
- 魔法騎士レイアース（1994年 - 1995年、絵コンテ）
- 怪盗セイント・テール（1995年 - 1996年、原画）
- 名犬ラッシー（1996年、絵コンテ）
- こちら葛飾区亀有公園前派出所（1996年 - 2004年、絵コンテ・演出）
- 赤ちゃんと僕（1996年 - 1997年、絵コンテ・演出）
- 家なき子レミ（1996年 - 1997年、絵コンテ）
- 中華一番!（1997年 - 1998年、絵コンテ・演出）
- CLAMP学園探偵団（1997年、絵コンテ・演出）
- エルフを狩るモノたちII（1997年、絵コンテ・演出）
- たこやきマントマン（1998年 - 1999年、絵コンテ・演出）
- アンドロイドアナ MAICO2010（1998年、絵コンテ）
- 時空探偵ゲンシクン（1998年、絵コンテ）
- 神八剣伝（1999年、絵コンテ・演出）
- スージーちゃんとマービー（1999年 - 2000年、絵コンテ・演出）
- ぐるぐるタウンはなまるくん（1999年 - 2001年、絵コンテ・演出）
- 週刊ストーリーランド（1999年 - 2001年、絵コンテ・演出）
- トランスフォーマー カーロボット（2000年、絵コンテ）
- ヒカルの碁（2001年 - 2003年、演出）
- フォルツァ!ひでまる（2002年、絵コンテ）
- 電光超特急ヒカリアン（2002年 - 2003年、絵コンテ・演出）
- 無人惑星サヴァイヴ（2003年 - 2004年、絵コンテ・演出）
- おじゃる丸 第7シリーズ（2004年、絵コンテ）
- スーパー・ロボット・モンキー・チーム・ハイパーフォース GO!（2004年 - 2006年、絵コンテ）
- ゾイドフューザーズ（2004年 - 2005年、絵コンテ・演出）
- 双恋（2004年、絵コンテ）
- 焼きたて!!ジャぱん（2004年 - 2006年、絵コンテ）
- ピーチガール（2005年、絵コンテ）
- うえきの法則（2005年 - 2006年、絵コンテ）
- 強殖装甲ガイバー（2005年 - 2006年、演出）
- アニマル横町（2005年 - 2006年、絵コンテ）
- シルクロード少年 ユート（2006年 - 2007年、絵コンテ・演出）
- ひぐらしのなく頃に（2006年、絵コンテ）
- 無敵看板娘（2006年、絵コンテ）
- デルトラクエスト（2007年 - 2008年、絵コンテ）
- CODE-E（2007年、絵コンテ）
- 遊☆戯☆王5D's（2008年 - 2011年、絵コンテ）
- ゴルゴ13（2008年 - 2009年、絵コンテ）
- Mission-E（2008年、絵コンテ）
- ポケットモンスター ベストウイッシュ（2010年 - 2012年、絵コンテ）
- ポケットモンスター XY（2013年、絵コンテ）
- ベイブレードバースト（2016年、絵コンテ）
- ゾイドワイルド（2018年、絵コンテ）
- 超可動ガール1/6（2019年、絵コンテ）
- トミカ絆合体 アースグランナー（2020年、絵コンテ）
- 妖怪学園Y 〜Nとの遭遇〜（2020年、絵コンテ）
- 新幹線変形ロボ シンカリオンZ（2021年、絵コンテ）
- 遊☆戯☆王SEVENS（2021年、絵コンテ）
- 異世界食堂2（2021年、絵コンテ）
- ニンジャラ（2022年、絵コンテ）
- BEYBLADE X（2025年、絵コンテ）

### OVA
- 学園特捜ヒカルオン（1987年、原画）
- 六神合体ゴッドマーズ 十七歳の伝説（1987年、監督）[3]
- 寿五郎ショウ（1991年、監督）
- アニメ古典文学館 第3巻「平家物語」（2003年、監督）
- HAPPY★LESSON THE FINAL（2004年、絵コンテ・演出）
- リバースムーン（2005年、絵コンテ）

### 劇場アニメ
- 幽☆遊☆白書 冥界死闘篇 炎の絆（1994年、監督・絵コンテ）[4]
- 劇場版ポケットモンスターシリーズ
  - 劇場版ポケットモンスター アドバンスジェネレーション ミュウと波導の勇者 ルカリオ（2005年、演出）
  - 劇場版ポケットモンスター アドバンスジェネレーション ポケモンレンジャーと蒼海の王子 マナフィ（2006年、演出）
  - 劇場版ポケットモンスター ダイヤモンド&パール ディアルガVSパルキアVSダークライ（2007年、演出）
  - 劇場版ポケットモンスター ダイヤモンド&パール ギラティナと氷空の花束 シェイミ（2008年、絵コンテ協力・演出）
  - 劇場版ポケットモンスター ダイヤモンド&パール アルセウス 超克の時空へ（2009年、絵コンテ・演出）
  - 劇場版ポケットモンスター ダイヤモンド&パール 幻影の覇者 ゾロアーク（2010年、絵コンテ・演出）
  - 劇場版ポケットモンスター ベストウイッシュ ビクティニと黒き英雄 ゼクロム・白き英雄 レシラム（2011年、絵コンテ・演出）
  - 劇場版ポケットモンスター ベストウイッシュ キュレムVS聖剣士 ケルディオ（2012年、絵コンテ・演出）
  - 劇場版ポケットモンスター ベストウイッシュ 神速のゲノセクト ミュウツー覚醒（2013年、絵コンテ・演出）
  - ポケモン・ザ・ムービーXY 破壊の繭とディアンシー（2014年、演出）
  - ポケモン・ザ・ムービーXY 光輪の超魔神 フーパ（2015年、演出）
- ふるさと〜JAPAN〜（2006年、演出）
- 劇場版 どうぶつの森（2006年、演出）
- えいがでとーじょー! たまごっち ドキドキ! うちゅーのまいごっち!?（2007年、演出）
- 映画! たまごっち うちゅーいちハッピーな物語!?（2008年、絵コンテ・演出）
- 劇場版イナズマイレブン 最強軍団オーガ襲来（2010年、演出）
- 劇場版イナズマイレブンGO 究極の絆 グリフォン（2011年、演出）
- 劇場版イナズマイレブンGO vs ダンボール戦機W（2012年、演出）
- 映画 妖怪ウォッチ 誕生の秘密だニャン!（2014年、絵コンテ・演出）

### ゲーム
- イナズマイレブン2 脅威の侵略者（2009年、絵コンテ）
- イナズマイレブン ストライカーズ 2012エクストリーム（2012年、絵コンテ・演出）